# لوران (لاعب كرة قدم مواليد 1996)
لوران (بالبرتغالية: Lorran de Oliveira Quintanilha‏) هو لاعب كرة قدم برازيلي في مركز الدفاع، ولد في 28 يناير 1996 في Armação dos Búzios ‏ في البرازيل. شارك مع منتخب البرازيل تحت 17 سنة لكرة القدم ومنتخب البرازيل تحت 20 سنة لكرة القدم. أما مع النوادي، فقد لعب مع نادي فاسكو دا غاما.

## وصلات خارجية
- لوران (لاعب كرة قدم مواليد 1996) على موقع قاعدة بيانات كرة القدم.إي يو (الإنجليزية)
- لوران (لاعب كرة قدم مواليد 1996) على موقع Soccerway.com (الإنجليزية)